# BBC Two
BBC Two è il secondo canale televisivo del servizio pubblico britannico BBC.

## Storia
La BBC ha ottenuto il secondo canale nel 1964. Essendo il caposaldo dell'emittenza televisiva britannica di quegli anni, la motivazione che spinse a creare un secondo canale non fu aggiungere ulteriore audience ma fu dettata dall'esigenza di proporre al pubblico una programmazione di più alto contenuto culturale.
Tale motivazione si ripropose quando la legge britannica sull'emittenza radiotelevisiva cominciò ad imporre delle quote obbligatorie di programmazione riservati ai diversi generi (educazione, notiziari, tv per bambini, ecc...) portando così alla luce gli intenti del secondo canale BBC. Il 2 luglio 1967 BBC Two diventa il primo canale televisivo britannico a trasmettere il colore, seguito due anni dopo dal canale gemello BBC One. Il 26 marzo 2013 il canale inizia a trasmettere anche in HD.

## Programmazione
(BBC Two remit)
Storicamente BBC Two è stato un canale di nicchia dedicato all'arte, alla cultura, ma anche con molte commedie e drammi. Ha trasmesso in passato delle serie televisive di alta qualità e acclamate dalla critica, come Boys from the Blackstuff nel 1982 e Our Friends in the North nel 1996. La rete fu famosa anche per i suoi documentari di ogni genere, ma anche per la trasmissione di film internazionali ed indipendenti. 
La programmazione di BBC Two è stata oggetto di critiche perché recentemente si è sempre più avvicinata a quella dei canali televisivi tradizionali, trasmettendo più programmi popolari, e spostando quelli di più alto profilo culturale su BBC Four, dedicato all'arte e ai documentari. Tuttavia, molti programmi di successo di BBC Three e BBC Four sono stati spostati su questa rete, come ad esempio il telefilm Torchwood, e molti programmi di successo di questo canale sono stati spostati su BBC One.
BBC Two trasmette molti programmi educativi e anche programmi dell'accesso, come Community Programme Unity.
Fino al 2013, trasmetteva programmi per bambini in due blocchi, poi divenuti dei canali televisivi separati: CBeebies e CBBC. Il primo veniva trasmesso tutti i giorni dalle 7 alle 8:30, il secondo dal lunedì al venerdì dalle 8:30 alle 11, il sabato dalle 7 alle 12:00, e la domenica dalle 7 alle 10. Da gennaio 2013 cessano i programmi per i bambini, che vengono spostati sulle reti tematiche, e nella fascia mattutina vengono trasmesse repliche di programmi trasmessi su BBC One. Il 3 settembre 2022, solamente il sabato, hanno ripreso i programmi per bambini come sempre in due blocchi: CBeebies (adesso come Kids Zone) e CBBC.